# Kane Richards
Pour les articles homonymes, voir Richards.
Kane Richards, né le 1er décembre 1996, est un coureur cycliste australien.

## Biographie
En 2022, Kane Richards rejoint l'équipe continentale ARA Pro Racing Sunshine Coast. Lors des championnats d'Australie, il se distingue en terminant quatrième de la course en ligne et sixième du contre-la-montre. Il s'impose également au classement final du National Road Series,. 

## Palmarès sur route

### Par année
- 2017
  - Darren Smith Cycle Classic
  - 3e de la Battle Recharge
- 2021
  - Charles Coin Memorial
- 2022
  - Vainqueur du National Road Series
  - Tour du Gippsland :
    - Classement général
    - 1re étape

  - 5e étape du Cycle Sunshine Coast
- 2023
  - 4e étape du Tour du lac Poyang
  - 6e étape du Tour de Southland
  - 4e étape du Tour de Tasmanie
  - 2e de l'Oita Urban Classic
  - 2e du Hong Kong Challenge
- 2024
  - Pelousey Classic
  - Trophée Roger-Walkowiak[3]
  - 7e étape du Tour du lac Poyang
  - 3e étape du Tour de Huangshan
  - Tour de Batam
  - 2e du Trofeo Festes del Crist
  - 2e du Tour du lac Poyang

### Classements mondiaux
| Année                                 | 2021  | 2022 | 2023 | 2024 |
| ------------------------------------- | ----- | ---- | ---- | ---- |
| Classement mondial                    | 2339e | 618e | 500e | 781e |
| UCI Oceania Tour                      | 80e   | 39e  | 34e  | nc   |
|                                       |       |      |      |      |
| Légende : nc = non classéSource : UCI |       |      |      |      |

## Palmarès sur piste
- 2022
  - 2e du championnat d'Australie de poursuite par équipes